# Joseph Saurin

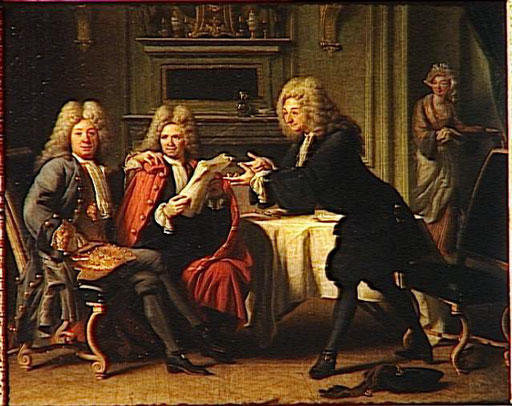
Bodin, Dufresny, Crèbillon und Madame de Tencin im Maison d'Auteuil

Joseph Saurin (* 1. September 1659 in Courthézon im Fürstentum Oranien; † 29. Dezember 1737 in Paris) war ein französischer Mathematiker und konvertierter evangelischer Pfarrer.
Er war zunächst wie sein Vater protestantischer Theologe und sollte Prediger der Kirche Eure in der Dauphiné werden, musste aber wegen der Verfolgung der Protestanten unter Ludwig XIV. 1683 nach Genf fliehen. In der Schweiz stand er zuerst der Pfarrei Berchier, später der Pfarrei Yverdon vor. Doch fühlte er sich auch in der Schweiz verfolgt – vermutlich weil er sich geweigert hatte, den Consensus Helveticus zu unterzeichnen oder weil er des Diebstahls angeklagt war – und kehrte 1690 über Holland nach Paris zurück, wo er unter dem Einfluss von Jacques Bénigne Bossuet zur katholischen Kirche übertrat. Dafür erhielt er von Ludwig XIV. eine Pension von 1500 Livres, die er nutzte, um sich der Mathematik zu widmen. 
Saurin widmete sich der damals neuen Infinitesimalrechnung. Er war einer der Redakteure des Journal des sçavans, in dem er viele mathematische Arbeiten veröffentlichte. Er befasste sich mit Variationsrechnung, der Behandlung der Schwerkraft im physikalischen System von Descartes und der Bestimmung von Tangenten, wobei er die Tangenten in Doppelpunkten algebraischer Kurven bestimmte.
Er wurde im Jahre 1712 von Jean-Baptiste Rousseau beschuldigt, eigentlicher Autor hohe Personen verunglimpfender Verse zu sein, die gerüchteweise Rousseau zugeschrieben wurden, da sie früheren Gedichten von Rousseau ähnelten. Rousseau stritt sich darüber mit Saurin vor Gericht, das am Ende nicht nur Saurin freisprach, sondern Rousseau wegen falscher Beschuldigung und als Autor der Verse zu ewiger Verbannung aus Frankreich verurteilte. 
Joseph Saurin war Mitglied der Académie des sciences und der Vater von Bernard-Joseph Saurin.